# Ross Perot

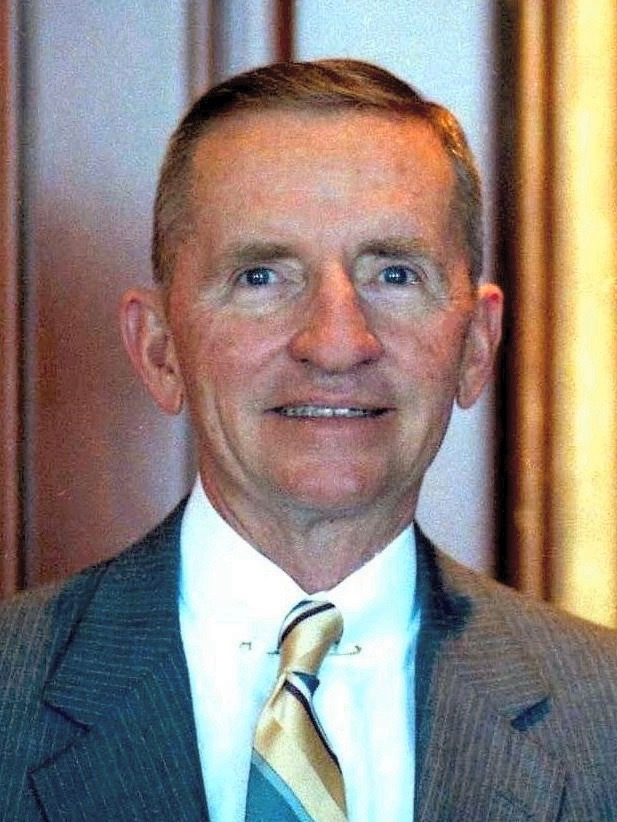
Ross Perot in 1986

Henry Ross Perot (Texarkana (Texas), 27 juni 1930 – Dallas, 9 juli 2019) was een Amerikaans zakenman en miljardair. Hij was in 1992 en 1996 onafhankelijk Amerikaans presidentskandidaat.

## Biografie
Perot begon in 1957 als verkoper bij IBM. In 1962 ging hij weg en begon zijn eigen bedrijf Electronic Data Systems (EDS), waarmee hij succes boekte, onder andere door overheidscontracten te verwerven. In 1984 verkocht hij voor 2,4 miljard dollar een meerderheidsbelang in EDS aan General Motors.
Bij de Amerikaanse presidentsverkiezingen van 1992 nam hij het als onafhankelijk kandidaat op tegen George H.W. Bush en Bill Clinton. Hij kwam met thema's als "een overheidsbudget in evenwicht" en "directe elektronische democratie". Hij haalde 19 procent van de stemmen, waardoor hij de meest succesvolle onafhankelijke kandidaat bij de presidentsverkiezingen sinds 1912 was.
Bij de presidentsverkiezingen van 1996 probeerde hij het opnieuw, als kandidaat namens de door hem in 1995 opgerichte Reform Party. In de verkiezing met als tegenkandidaten opnieuw Clinton en als Republikein ditmaal Bob Dole haalde hij acht procent van de stemmen.
Perot stierf in 2019 op 89-jarige leeftijd aan leukemie.
Perot ligt begraven in Sparkman-Hillcrest Memorial Park Cemetery.
- Bibsys: 90681519
- Bibliothèque nationale de France: cb125120527 (data)
- CiNii: DA08568248
- Gemeinsame Normdatei: 118923307
- International Standard Name Identifier: 0000 0000 8162 4464
- Library of Congress Control Number: n88028223
- National Archives and Records Administration: 10572229
- Bibliotheek van het Japanse parlement: 00472935
- Nationale Bibliotheek van Tsjechië: jx20090512008
- Nationale Bibliotheek van Israël: 987007266586605171
- Nationale Bibliotheek van Polen: a0000003309224
- Nederlandse Thesaurus van Auteursnamen: 423138286
- Istituto Centrale per il Catalogo Unico: PARV519622
- SNAC: w6hf8jxq
- Système universitaire de documentation: 031695590
- Virtual International Authority File: 88562847
- WorldCat: E39PBJjCRfxJBq9VPkmGXFCG73